# Leobersdorf
Leobersdorf là một thị trấn thuộc Baden trong bang Niederösterreich, ở nước Áo. Đô thị này có diện tích 12,34 km², dân số năm 2005 là 4402 người.